# جردن چیلز
جردن چیلز (انگلیسی: Jordan Chiles؛ زادهٔ ۱۵ آوریل ۲۰۰۱) ژیمناست هنری زن اهل ایالات متحده آمریکا است.